# Galleria degli Arazzi

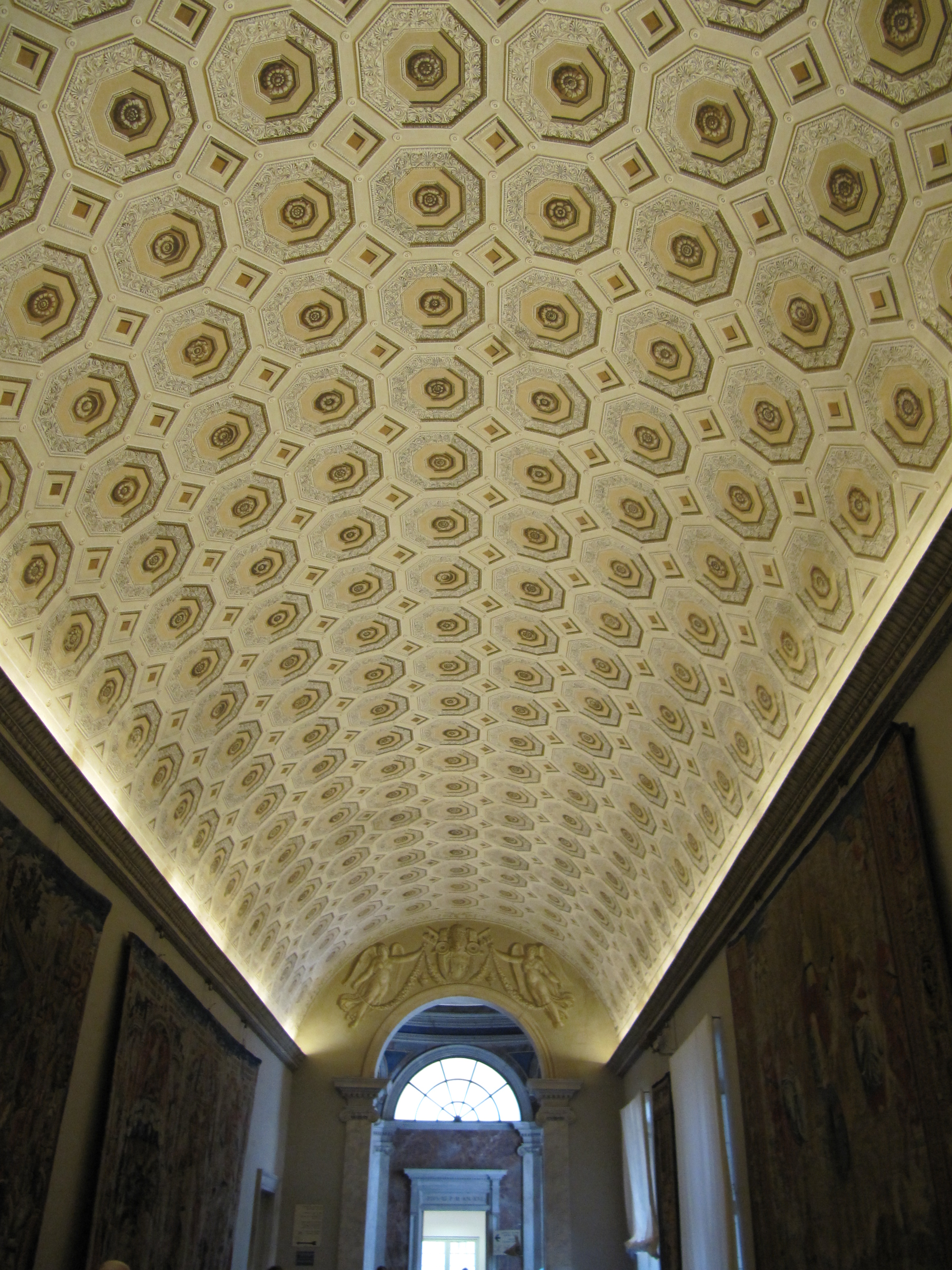
Musei Vaticani
Galleria degli Arazzi

La Galleria degli Arazzi fa parte dei Musei Vaticani e venne allestita nel 1838 con la serie degli arazzi della Scuola Nuova, così chiamata per distinguerli da quelli della Scuola Vecchia, esposti nella Pinacoteca Vaticana e tessuti al tempo di Leone X (1513-1521) nella manifattura di Pieter van Aelst a Bruxelles su cartoni di Raffaello.
Gli arazzi della Scuola Nuova furono eseguiti della stessa manifattura, ma su disegni degli allievi di Raffaello ed al tempo di Clemente VII (1523-1534). Essi furono esposti per la prima volta nel 1531 nella Cappella Sistina.

## Percorso espositivo e opere

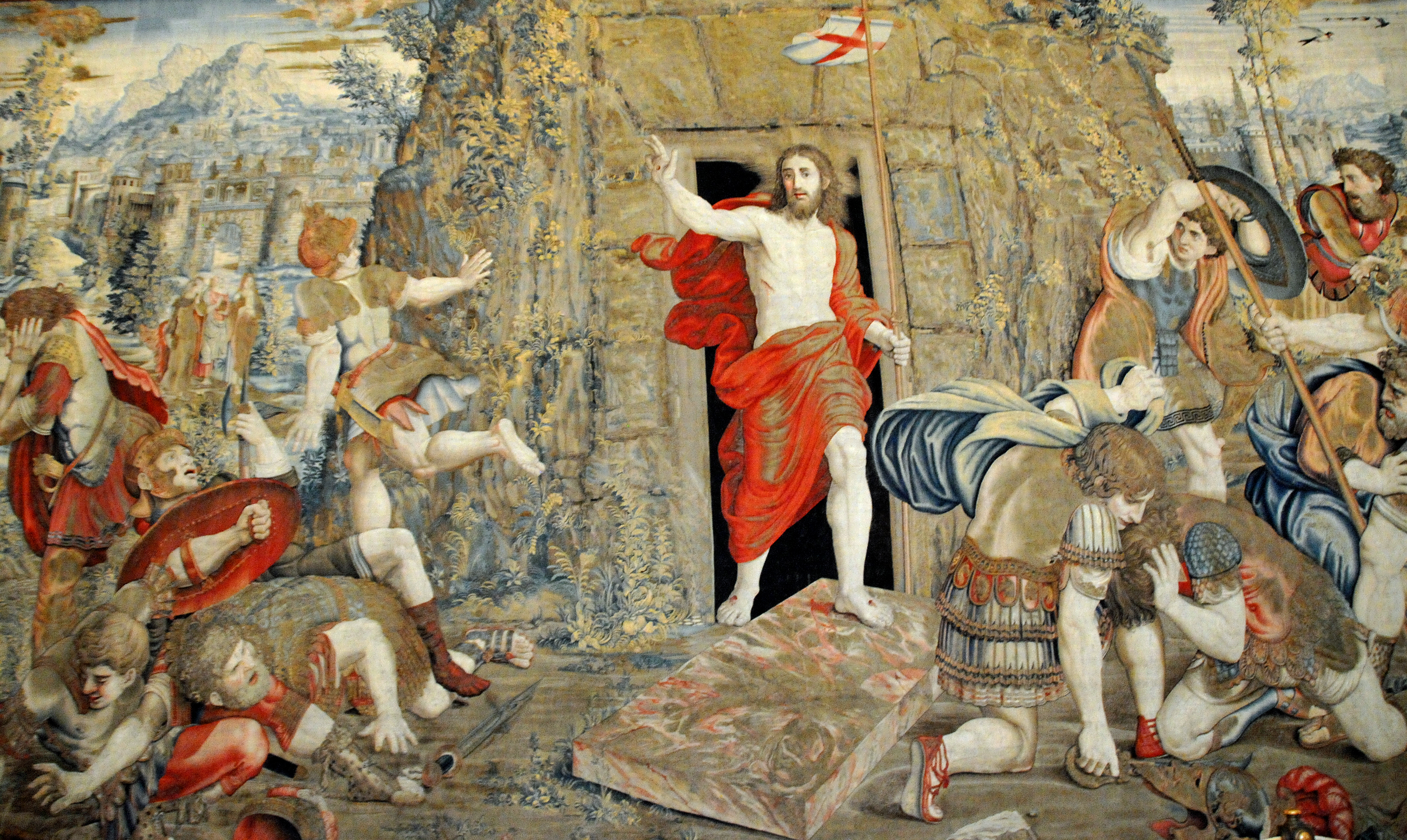
Resurrezione di Gesù Cristo, 1524-1531

L'itinerario museale presenta due serie di arazzi, databili dal XVI al XVII secolo.
Di particolare interesse storico-artistico:
- Arazzi con Storie del Vangelo (XVI secolo), di manifattura fiamminga di Pieter van Aelst, eseguiti su disegni degli allievi di Raffaello Sanzio, tra cui spiccano:
  - Adorazione dei pastori
  - Presentazione di Gesù al Tempio
  - Strage degli innocenti con paesaggio
  - Strage degli innocenti con il Pantheon
  - Cena in Emmaus
  - Apparizione di Gesù a santa Maria Maddalena
  - Resurrezione di Gesù Cristo

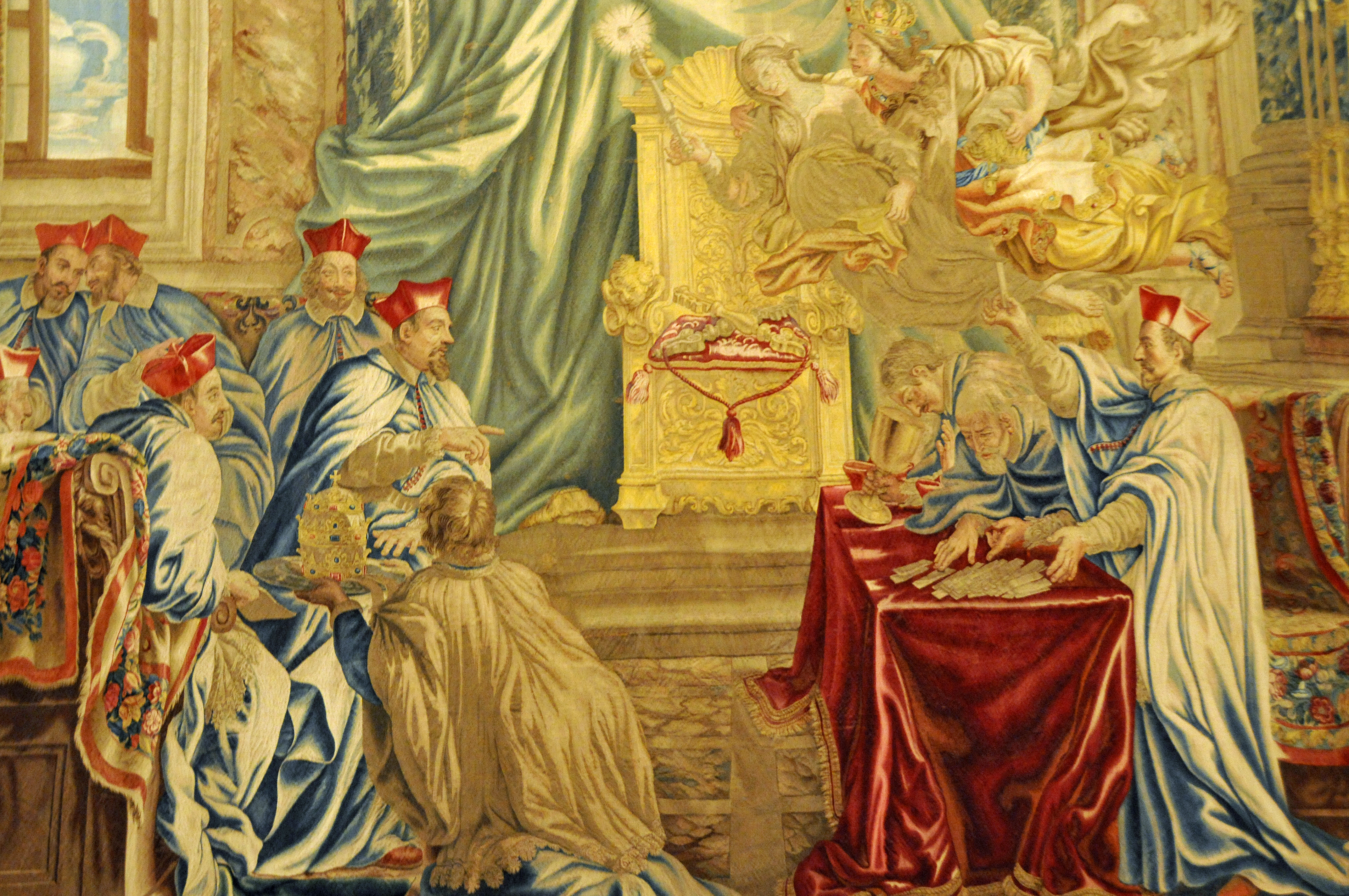
Vincenzo Maffeo Barberini eletto papa col nome di Urbano VIII, Maria della Riviera, 1668-1669

- Arazzi con Storie della vita di papa Urbano VIII (XVII secolo), eseguiti della manifattura Barberini di Roma, che venne fondata nel 1627 dal cardinale Francesco Barberini, nipote del Pontefice, e fu chiusa nel 1683, subito dopo la morte del prelato (1679). Tra questi si notano:
  - Vincenzo Maffeo Barberini si laurea all'Università di Pisa.
  - Vincenzo Maffeo Barberini regola le acque del Lago Trasimeno.
  - Vincenzo Maffeo Barberini creato cardinale da papa Paolo V.
  - Vincenzo Maffeo Barberini eletto papa col nome di Urbano VIII.
  - La contessa Matilde dona i suoi possedimenti alla Santa Sede.
  - Papa Urbano VIII riceve l'omaggio delle nazioni.
  - Papa Urbano VIII conclude la pace nei paesi ecclesiastici.
  - Papa Urbano VIII approva il progetto del Forte Urbano.
  - Papa Urbano VIII consacra la Basilica di San Pietro.
  - Papa Urbano VIII preserva Roma dalla peste e dalla carestia.